# Réaction concertée
En chimie, une réaction concertée est une réaction réalisée en une seule étape, dans laquelle on ne peut détecter d'intermédiaire réactionnel. La vitesse de réaction ne dépend pas de la polarité du solvant, évitant ainsi l'accumulation de charges électriques pendant l'état de transition.
Les réactions péricycliques (telles la réaction de Diels-Alder) sont des exemples de réactions concertées. Dans le cas de la réaction de Diels-Alder, la formation de nouvelles liaisons, afin de former l'adduit, a lieu simultanément avec la destruction du réseau π de l'alcène et du diène.